# Pere Borrell del Caso

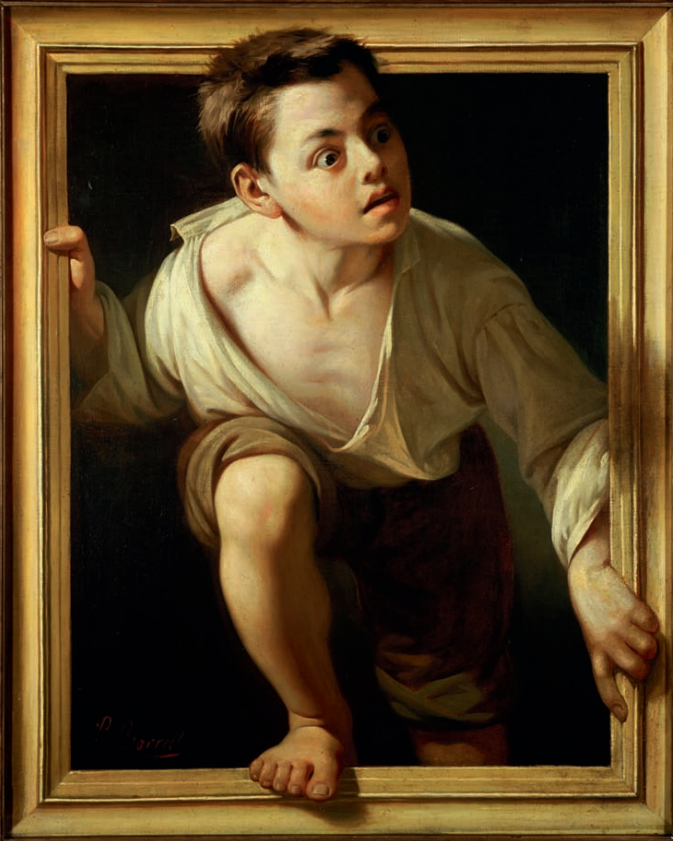
Fugindo da crítica. De 2002 a 2011, esta pintura de 1874 fez uma turné internacional, visitando exposições dedicadas ao trompe-l'œil na Suécia, Alemanha, Itália, Japão e Estados Unidos.

Pere Borrell del Caso (Puigcerdà, 13 de dezembro de 1835 – Barcelona, 16 de maio de 1910) foi um pintor, ilustrador e gravador catalão espanhol, conhecido por suas pinturas trompe-l'œil; especialmente Fugindo da Crítica (1874).
O pai de Borrell era marceneiro e ensinou-lhe o ofício, o que lhe permitiu sustentar os estudos na Escola de Belas Artes.
Ele também pintou retratos, que representavam a maior parte da sua obra, além de ter criado murais religiosos no estilo nazareno em Barcelona, Girona e Castellar del Vallès. Infelizmente, todos esses murais foram destruídos durante a Guerra Civil Espanhola, na década de 1930.
Ele expôs em toda a Espanha e na Exposição Universal de 1878. Recebeu duas propostas para uma cátedra na Escola de la Llotja, mas optou por lecionar na sua própria escola de arte. Entre aqueles que estudaram lá ou foram influenciados por seu trabalho estão Romà Ribera, Ricard Canals, Adrià Gual e Josep Maria Sert. Os seus filhos, Julio e Ramón, tornaram-se pintores de destaque.
A escola secundária local de Puigcerdà recebeu o nome de "Institut Pere Borrell" em sua homenagem, e uma rua na cidade também leva o seu nome.